# ريتشارد فلويد (سياسي)
ريتشارد فلويد (بالإنجليزية: Richard Floyd)‏ هو سياسي أمريكي، ولد في 3 فبراير 1931، وتوفي في 11 أغسطس 2011. انتخب عضو جمعية ولاية كاليفورنيا.